# Preparação aspirada
A preparação aspirada é uma modificação em que consiste no aumento da capacidade de admissão de mistura ar-combustível de um motor atmosférico (sem compressor), através do aumento da área de passagem ou do tempo de admissão do ar a ser utilizado na queima de combustível. Utilizam-se para isto carburadores maiores, filtros de ar de maior vazão, coletores de admissão que facilitem a admissão de mistura (coletores de geometria variável são muito utilizados pelas fábricas), além de alterar o levantamento e o tempo de abertura das válvulas através de um comando de perfil mais agressivo. O uso de válvulas maiores, além de molas de maior pressão que evitam flutuação em altas rotações, é muito apreciado na preparação aspirada. O aumento da taxa de compressão é benéfico, no que diz respeito ao aumento do torque disponível.

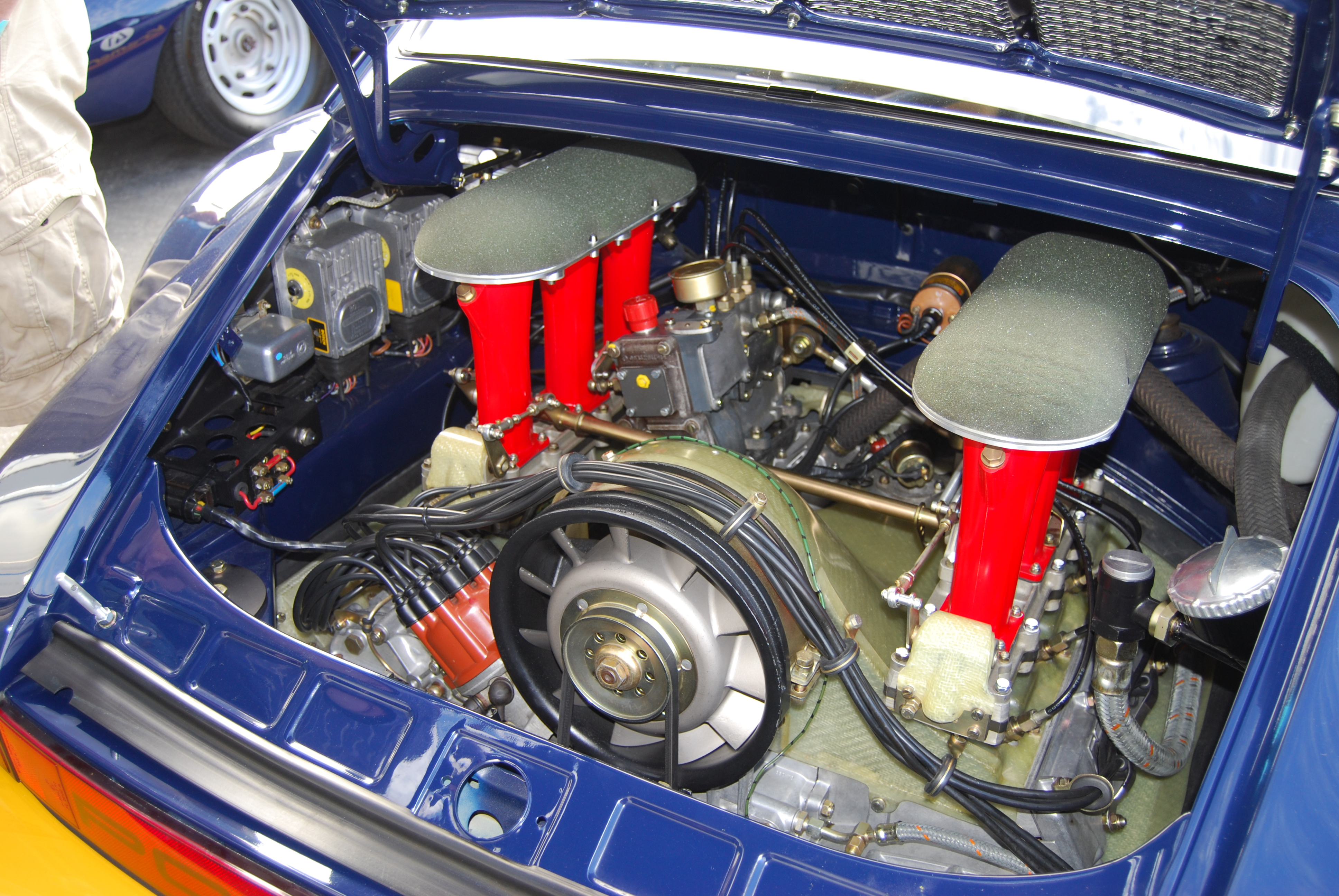
Um Porsche 911 com motor aspirado. Note que não há turbos ou supercompressores no motor para aumento de potência, e sim dois grandes filtros de ar instalados nos coletores de admissão.

## Motores aspirados

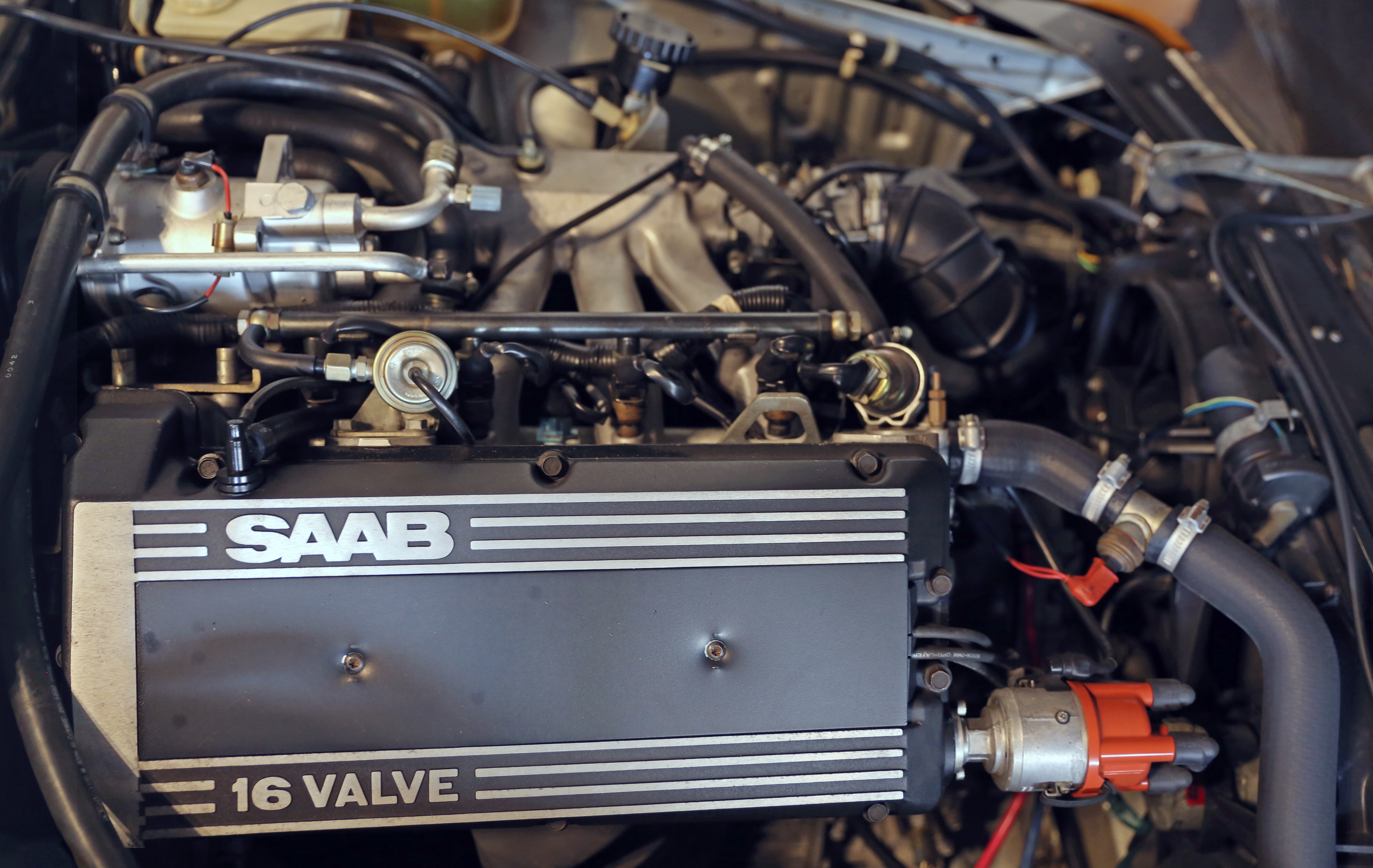
Um Saab 900 de 1986 com motor aspirado

Um motor aspirado é um tipo de motor que "aspira" o ar para gerar uma quantidade razoável de potência sem o auxílio de um dispositivo de superalimentação, por exemplo, um turbo ou um supercompressor. O ar é aspirado pelo movimento de descida do pistão, que cria uma depressão (pressão menor que a atmosférica) na câmara de combustão. Essa diferença de pressão é a responsável pelo enchimento dos cilindros.
Contudo, ao início do movimento do pistão é gerado vácuo, que causa perdas de enchimento. Isso também é gerado por restrições como coletor e borboleta de admissão. Quanto menor a restrição, maior será a eficiência volumétrica.
Modificações como múltiplas borboletas de admissão, aumento do diâmetro dos coletores, comando de válvulas com maior duração entre outros, visam aumentar o enchimento da câmara, aumentando a potência e a eficiência volumétrica.